# François Lemoyne
François Lemoyne o François Le Moine (Parigi, 1688 – Parigi, 4 giugno 1737) è stato un pittore francese rococò.

François Lemoyne, Ercole e Onfale (1724), Musée du Louvre, Parigi

Nel 1701, all'età di tredici anni, entrò all'Académie royale de peinture et de sculpture. Studiò sotto Louis Galloche e ci rimase fino al 1713. Nel 1711 vinse il Prix de Rome. Fu accettato come membro dell'Académie nel 1718 e fu eletto come professore nel 1733. 
Le sue opere e il suo talento, esercitato in particolare a Versailles, gli valsero il soprannome di "nuovo Le Brun". Divenne Premier peintre du Roi e lavorò con altri artisti dell'epoca come Nonotte, Gilles Dutilleul, Charles de La Fosse e Coypel. Tuttavia, l'eccesso di lavoro, gli intrighi di corte a Versailles e la morte di sua moglie lo portarono alla follia. Si suicidò a Parigi nel 1737 pugnalandosi sette volte.

## Opere
- Il Tempo salva la Verità dalla Menzogna e dell'Invidia
- Louis XV donnant la Paix à l'Europe, al Salon de la Paix di Versailles (1727);
- Assunzione della Vergine, affresco, cappella della Vergine, Chiesa di Saint Sulpice, Parigi (1730-1732);
- Soffitto del Salon d'Hercule, Versailles (1736);
- Arco della chiesa di San Tommaso d'Aquino a Parigi;
- Diane chasseresse;
- Les Nymphes;
- Narcisse;

- Lavorò inoltre nell'Abbazia di Saint-Germain-des-Prés.

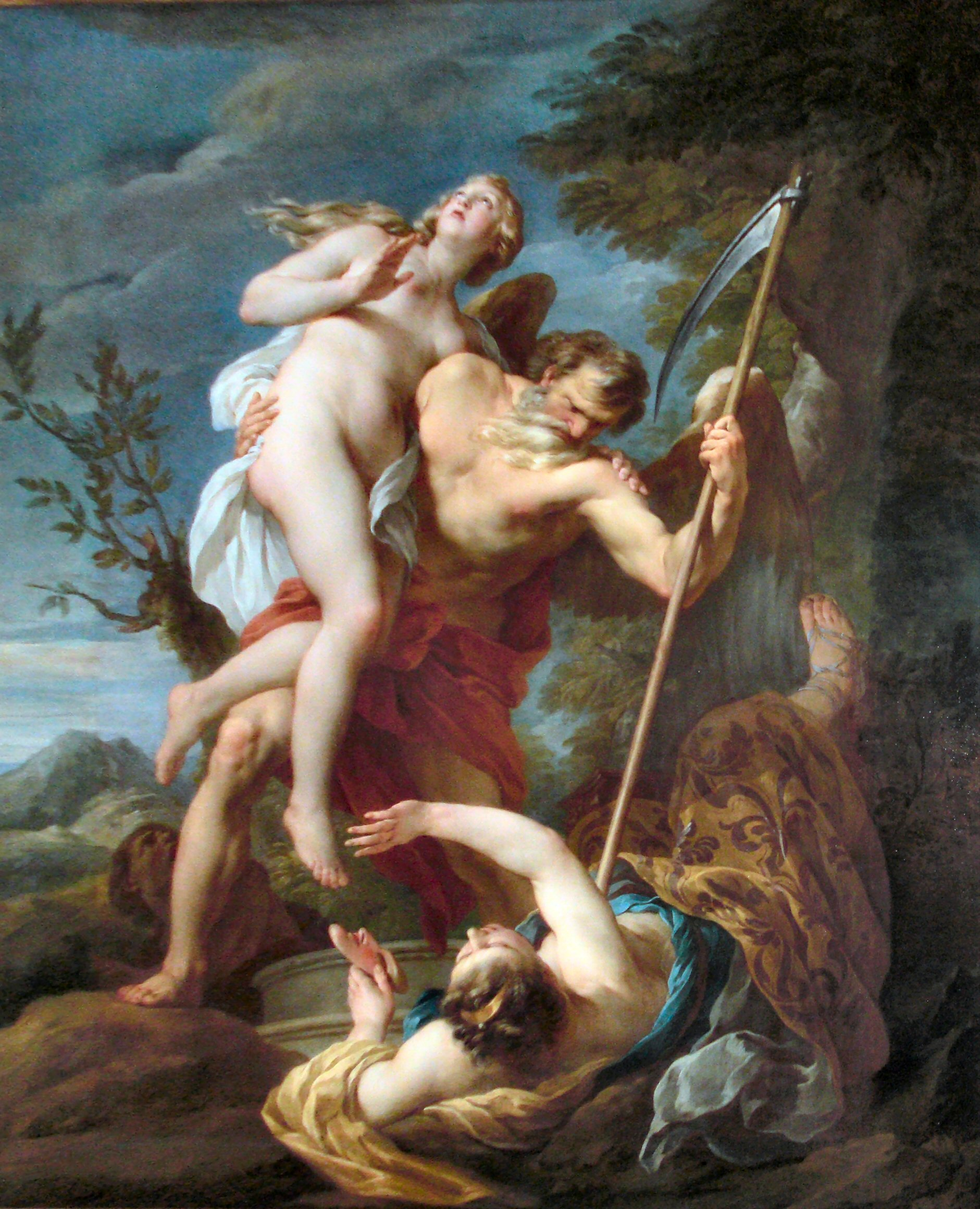
Il Tempo salva la Verità dalla Menzogna e dell'Invidia
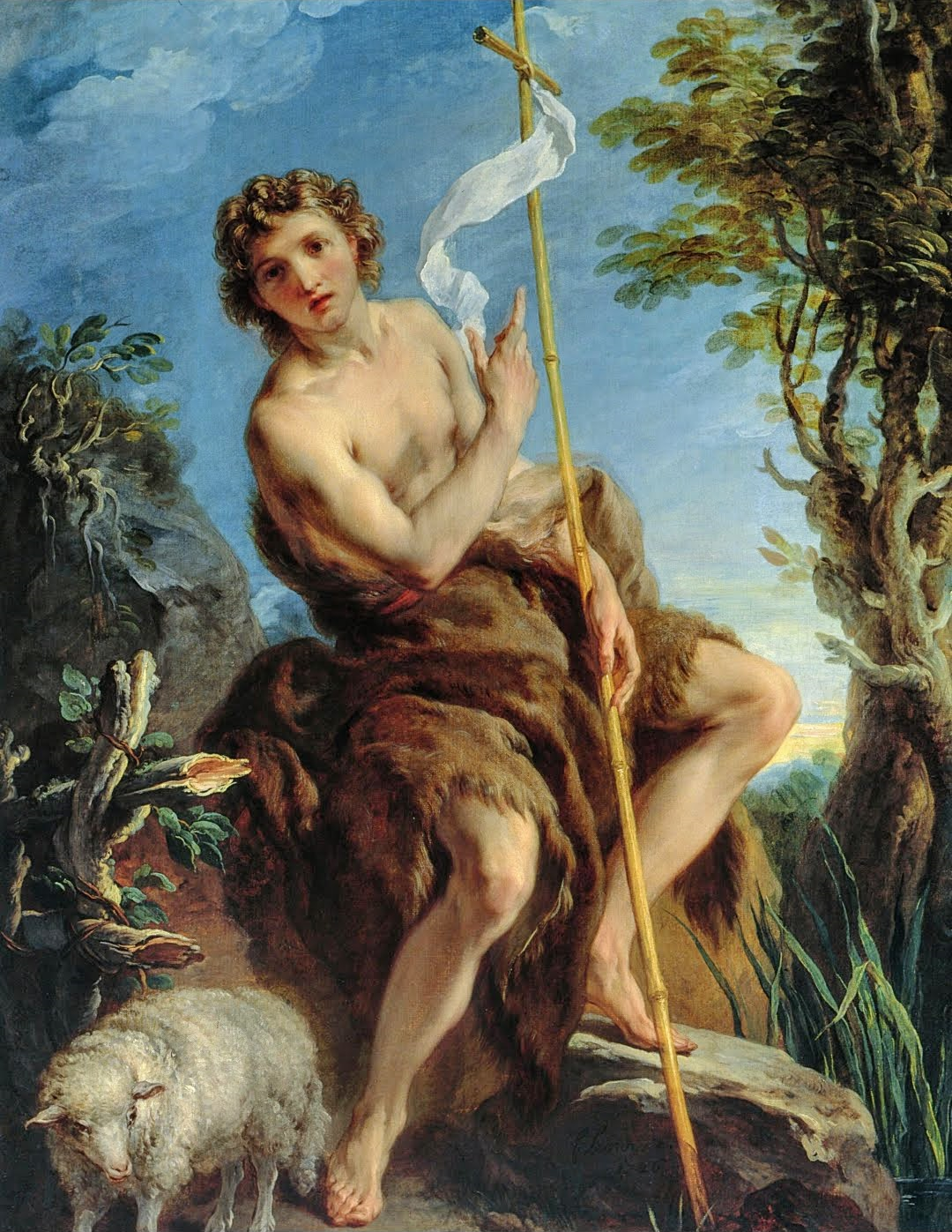
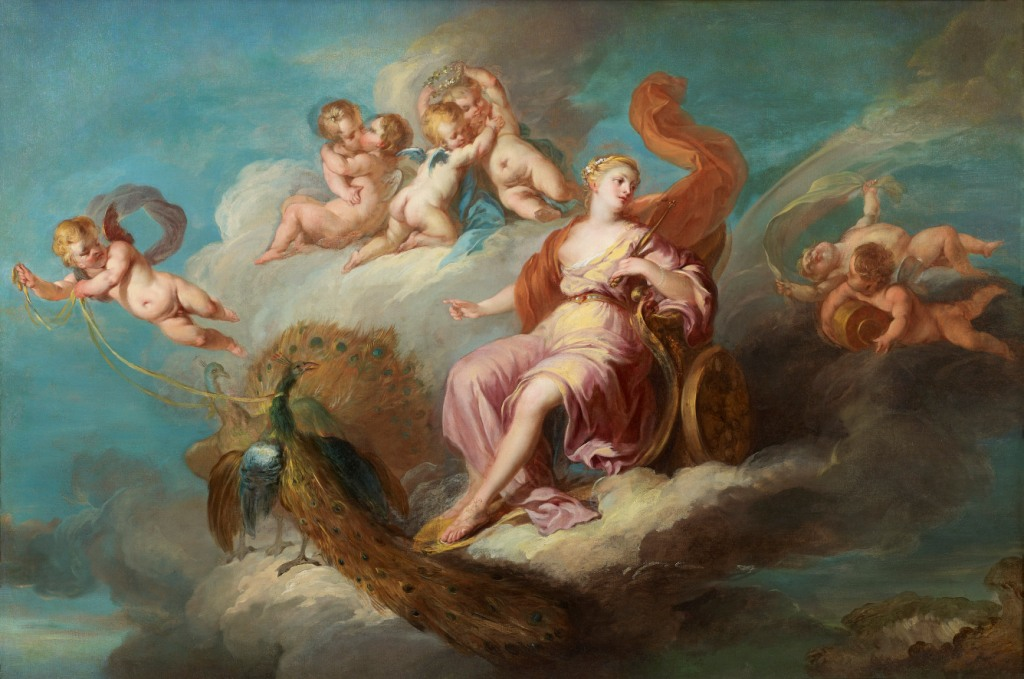
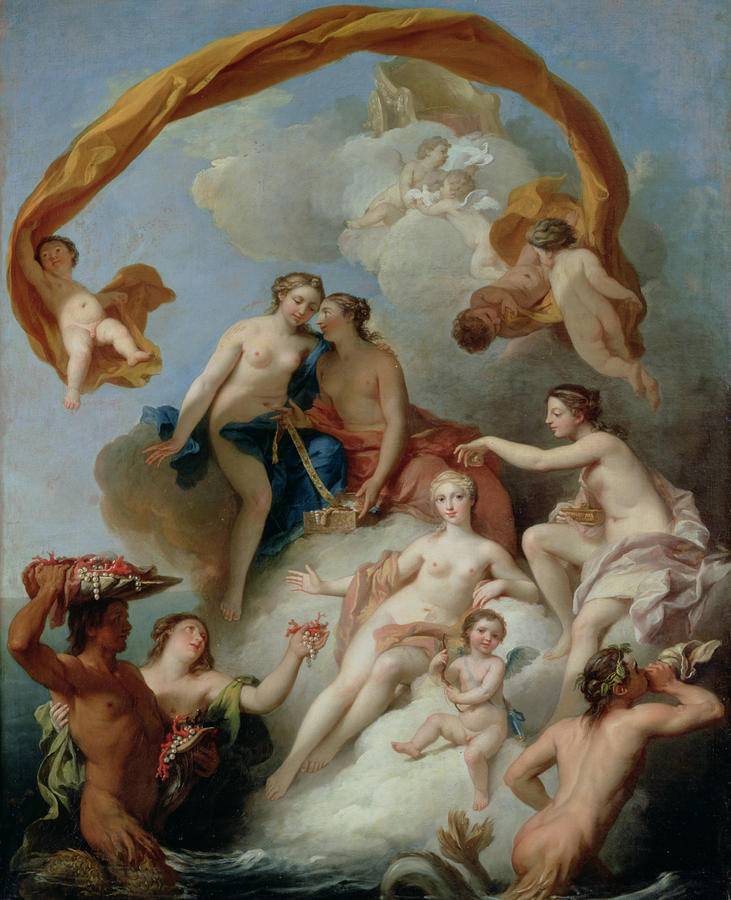
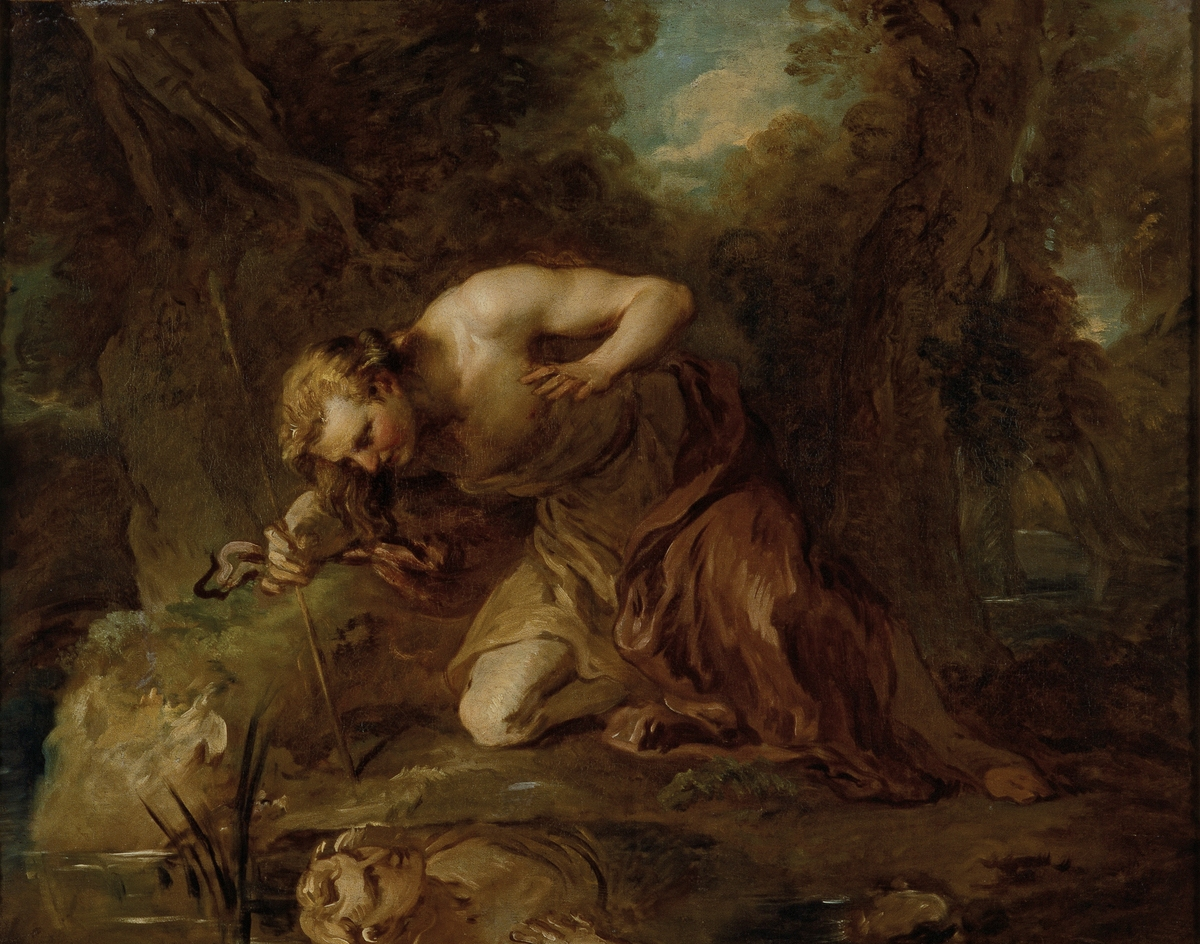
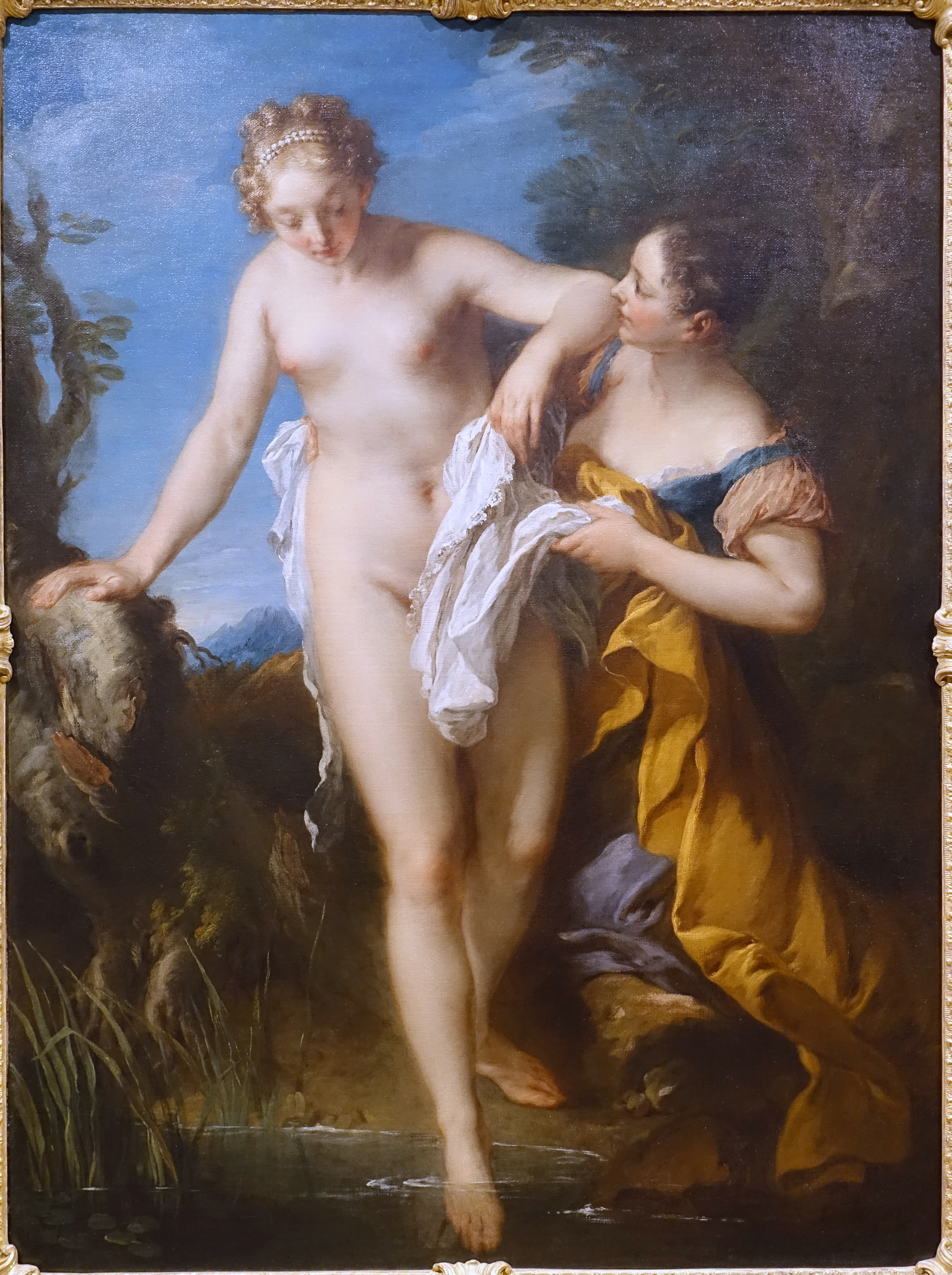